# Ділянка скополії карніолійської
Діля́нка скопо́лії карніолі́йської — ботанічна пам'ятка природи місцевого значення в Україні. Об'єкт природно-заповідного фонду Вінницької області. 
Розташована в межах Гайсинського району Вінницької області, між селами Ободівка та Жабокричка. 
Площа 2 га. Статус надано згідно з рішенням облвиконкому № 384 від 18.08.1983 року, № 371 від 29.08.1984 року. Перебуває у віданні Бершадське ДЛГ (Ободівське л-во, кв. 30, діл. 4). 
Статус надано з метою збереження місць зростання скополії карніолійської (Scopolia carniolica), цінної лікарської рослини, занесеної до Червоної книги України.